# Italy Records
Az Italy Records egy független amerikai  lemezkiadó cég, amelyet Dave Buick, művésznevén Dave Italy alapított 2007-ben  a Michigan állambeli Detroitban. Főleg garage rock és punk előadók lemezeinek kiadásával foglalkozik.

## Lemezei
| Katalógusszám | Előadó                  | Cím                                       |
| ------------- | ----------------------- | ----------------------------------------- |
| IR-001        | Rocket 455              | Ain't Right Girl                          |
| IR-002        | The Dirtys              | It Ain't Easy                             |
| IR-003        | The White Stripes       | Let's Shake Hands                         |
| IR-004        | The Hentchmen           | Some Other Guy (feat. Jack White)         |
| IR-005        | Fells                   | Close Your Eyes                           |
| IR-006        | The White Stripes       | Lafayette Blues                           |
| IR-007        | Soledad Brothers        | Soledad                                   |
| IR-008        | The Hentchmen           | Hentch-forth                              |
| IR-009        | The Greenhornes         | Stayed Up Last Night                      |
| IR-010        | Clone Defects           | Scissors Chop                             |
| IR-011        | Clone Defects           | Lizard Boy                                |
| IR-012        | Whirlwind Heat          | Glaxefusion                               |
| IR-013        | The Go                  | You Go Banging On                         |
| IR-014        | The Go                  | Christmas on the Moon                     |
| IR-016        | F'KE BLOOD              | Water Wings                               |
| IR-017        | Silverghost             | So Lost Now                               |
| IR-018        | Magic Shop              | Windy Days                                |
| IR-019        | Terrible Twos           | Grey Ghost Street EP                      |
| IR-020        | The Go                  | Tracking the Trail of the Haunted Beat LP |
| IR-021        | Druid Perfume           | Goat Skin Glue EP                         |
| IR-022        | The Hentchmen           | Claude's Remains                          |
| IR-023        | Gardens                 | In Novelty Land                           |
| IR-024        | Lee Marvin Computer Arm | Delta Water                               |
| IR-025        | Druid Perfume           | Other Worlds                              |
| IR-026        | Johnny Ill Band         | Cars                                      |
| IR-028        | Mirrortwin              | Kelly & Fabrizio                          |